# Łupek graptolitowy
Łupek graptolitowy – łupki ilaste zaliczane do osadów pelagicznych lub hemipelagicznych. Mogą zawierać cienkie przeławicenia piaskowców kwarcowych i łupków krzemionkowych.
Łupek graptolitowy stanowi odmianę łupków ilastych, skał ordowicko-sylurskich o teksturze łupkowej, które składają się głównie z minerałów ilastych, kwarcu i substancji organicznej pochodzącej z pokruszonych szczątków flory, bogate w skamieniałości z grupy graptolitów. Są to skały barwy czarnej lub ciemnoszarej, łupiące się na cienkie tabliczki.
Występowanie
W Polsce w Sudetach (Góry Kaczawskie, Pogórze Kaczawskie, Góry Bardzkie) oraz w Górach Świętokrzyskich w miejscowości Bardo. Stwierdzone także wierceniami w innych regionach kraju.